# Nybrua

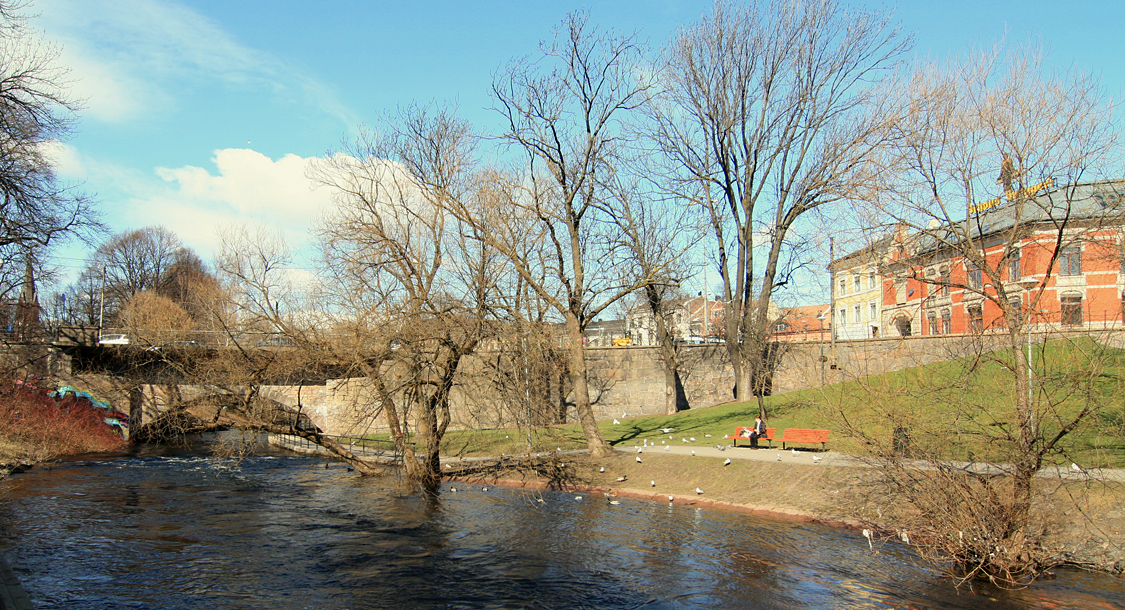
Nybrua (2008)

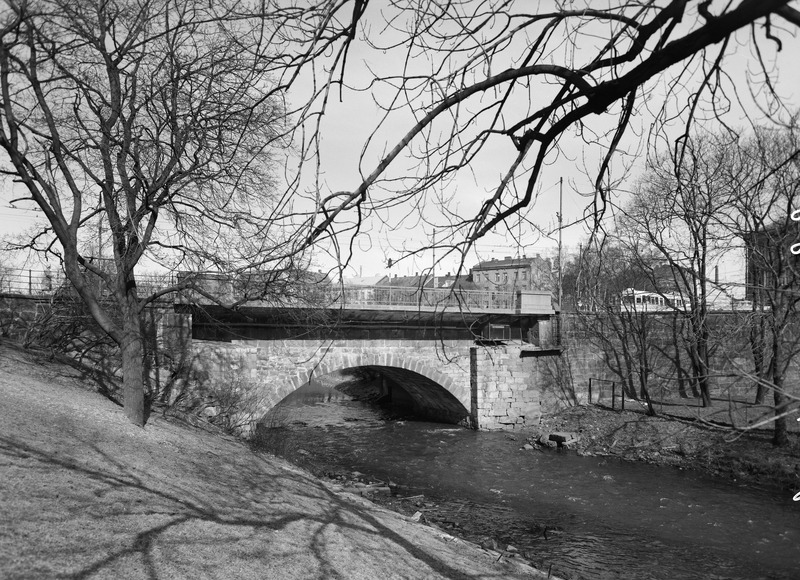
Nybrua 1961

Nybrua är en bro över Akerselva i Oslo. Bron ligger i Grünerløkka och förbinder Storgata och stadsdelen Hausmannsområdet med Trondheimsveien och Thorvald Meyers gate på Grünerløkka.
Nybrua byggdes 1827. Samtidigt förlängdes Storgata och nedre delen av Trondheimsveien anlades. Som Christianias viktigaste infartsväg från norr blev detta en del av Trondhjemske hovedvei. Tidigare hade nuvarande Brugata, Vaterlands bru och Lakkegata bildat huvudvägen norrut från staden.
Nybrua är numera utvidgad och förstärkt för att tåla spårvagn och modern biltrafik, men delar av den ursprungliga bron är fortfarande synlig.